# Alfa (München)
Alfa is een historisch merk van motorfietsen.
De bedrijfsnaam was: Alexander von Falkenhausen, München.
Von Falkenhausen was een voormalig BMW-technicus en -coureur. In 1925 ging hij voor eigen rekening motorfietsen produceren. Daarvoor kocht hij 172cc-Villiers-inbouwmotoren in, maar hij produceerde ook modellen met een 344cc-tweecilindermotor die hij mogelijk zelf had ontwikkeld. In 1928 verdween het merk Alfa van de markt.
Er was nog een merk met de naam Alfa: zie Alfa (Udine).